# Güllebonus
Der Güllebonus ist eine Maßnahme zur Förderung von Biogasanlagen. Sie soll dem Abbau von schädlichen Emissionen und damit dem Umweltschutz dienen.

## Förderung
Mit der Novelle des Gesetzes für den Vorrang Erneuerbarer Energien im Jahre 2009 wurde erstmals der Güllebonus eingeführt. Dieser fördert Biogasanlagen, deren Substratmischung zu mindestens 30 % aus Gülle, also tierischen Exkrementen, besteht. Der Bonus besteht aus einer Anhebung der Grundvergütung für kleinere Anlagen mit einer Leistung von bis zu 150 Kilowatt und einem Bonus für Anlagen bis zu einer Leistungsklasse von 500 kW. Mit dieser Förderung soll erreicht werden, dass neben den nachwachsenden Rohstoffen auch Gülle, welche sonst als Dünger auf die Felder ausgetragen würde, für die Biogaserzeugung genutzt wird. Zudem soll dieser Bonus bewirken, dass kleinere Anlagen in ihrer Wirtschaftlichkeit gestärkt werden.  Hierfür wurde eine Preisstaffelung mit unterschiedlichen Vergütungssätzen geschaffen, welche insbesondere Anlagen bis 150 kW besonders fördern soll.
Für die Inanspruchnahme des Güllebonus wird das Führen eines Einsatzstoff-Tagebuches vorgeschrieben, in dem alle Betriebsstoffe kontrollierbar festgehalten werden. Ist der lückenlose Nachweis durch den Anlagenbetreiber gegeben, wird auch der Güllebonus gewährt.